# Brandende Pen
De Brandende Pen is een voormalige jaarlijkse literaire prijs voor het beste Nederlandse korte verhaal. De prijs werd uitgereikt door literair tijdschrift Lava, dat in 2011 ophield te bestaan.

## Winnaars

### 2010
Jos Jansen voor  zijn verhaal Ockham's scheermes.

### 2009
De 23-jarige Vlaamse schrijver Jan Aelberts heeft De Brandende Pen 2009 gewonnen voor het beste korte verhaal. De juryleden Michaël Zeeman, Zeger van Herwaarden, Wilma de Rek en Xavier van Leeuwe reikten de prijs uit. Het is de tweede keer achtereen dat een Vlaming het beste Nederlandse korte verhaal schreef. 
Aelberts tekst Misschien bestaan we heeft volgens de jury lekkere zinnen en een goede vertellersstem. "Een verhaal waarbij de auteur zijn personages met oprechte interesse tegemoet treedt. Een eigentijdse Trainspotting met uppers, downers en alles ertussenin. Een verhaal over Vlaanderen en zijn akkers, een verhaal over ellende zonder weerga" aldus de jury. 
Schrijfster Basje Boer uit Amsterdam heeft een eervolle vermelding toegekend gekregen voor haar verhaal De plaatjes aan mijn muur. Ook Noud Hovius is deze eer te beurt gevallen voor Passage. 
Winnaar Jan Aelberts heeft een masterclass debuteren gewonnen van literair agent Paul Sebes ter waarde van 3.500 euro. De initiatiefnemer van de De Brandende Pen ontving 430 inzendingen. De beste tien verhalen zijn gepubliceerd in het winternummer van Lava.

### 2008
Geen editie vanwege de weigering van het Nederlands Literair Productie- en Vertalingenfonds om subsidie te verstrekken. 

### 2007
De Vlaamse schrijver Joost Vandecasteele won De Brandende Pen 2007. Zijn tekst 'Nooit meer vrede' werd bekroond tot het beste korte verhaal door juryleden Hanneke Groenteman, schrijver Christiaan Weijts, Contactredacteur Erna Staal, Lava-hoofdredacteur Xavier van Leeuwe en literair agent Paul Sebes. 
De 27-jarige Vlaming is naast schrijver ook theatermaker en treedt op als stand-upcomedian.
De redactie van Lava ontving meer dan 300 inzendingen. 
Joost Zwagerman, pleitbezorger van het korte verhaal, draagt Lava's literaire prijs een warm hart toe: "Een mooi initiatief, ik zal de ontwikkelingen rond De Brandende Pen met grote interesse volgen."
De overige 19 genomineerden 2007:
Bastiaan Kroeger, Inge Dussart, Rosan Hollak, Frank J. Veerkamp, Ondine Jansen, Linda Mulders, Henk van Straten, Klaus Gena, Kees Engelhart, Bart Diephuis, Lizette van Geene, Anita de Rover, Adele Kabel, Joris Denoo, Donata van der Rassel, Timme Hos, Bert Bakker, Michel Ramaker, Nina Oeghoede.

### 2006
De Brandende Pen 2006 ging naar de Arnhemse publicist Martin Pieterse, wiens verhaal 'Lycoptera' werd gekozen uit ruim 250 inzendingen.
In 2006 bestond de jury uit schrijver Abdelkader Benali, recensente Elsbeth Etty, Arbeiderspersredacteur Arieke Kroes en Floor Buschenhenke.